# 72. Międzynarodowy Festiwal Filmowy w Wenecji
72. Międzynarodowy Festiwal Filmowy w Wenecji odbył się w dniach 2−12 września 2015 roku. Imprezę otworzył pokaz brytyjskiego filmu Everest w reżyserii Baltasara Kormákura. W konkursie głównym zaprezentowano 21 filmów pochodzących z 13 różnych krajów.
Jury pod przewodnictwem meksykańskiego reżysera Alfonso Cuaróna przyznało nagrodę główną festiwalu, Złotego Lwa, wenezuelskiemu filmowi Z daleka w reżyserii Lorenzo Vigasa. Drugą nagrodę w konkursie głównym, Grand Prix Jury, przyznano amerykańskiej animacji Anomalisa w reżyserii Charliego Kaufmana i Duke’a Johnsona.
Honorowego Złotego Lwa za całokształt twórczości odebrał francuski reżyser Bertrand Tavernier. Galę otwarcia i zamknięcia festiwalu prowadziła egipsko-włoska aktorka Elisa Sednaoui.

## Członkowie jury

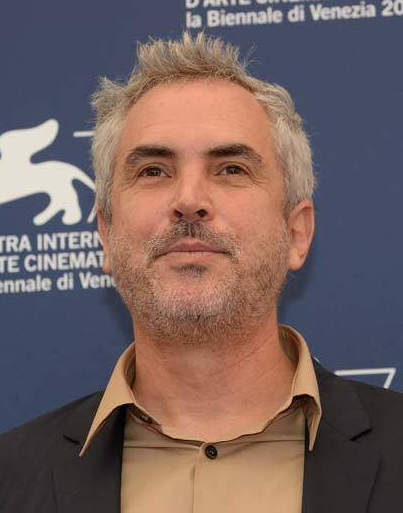
Przewodniczący jury konkursu głównego Alfonso Cuarón.

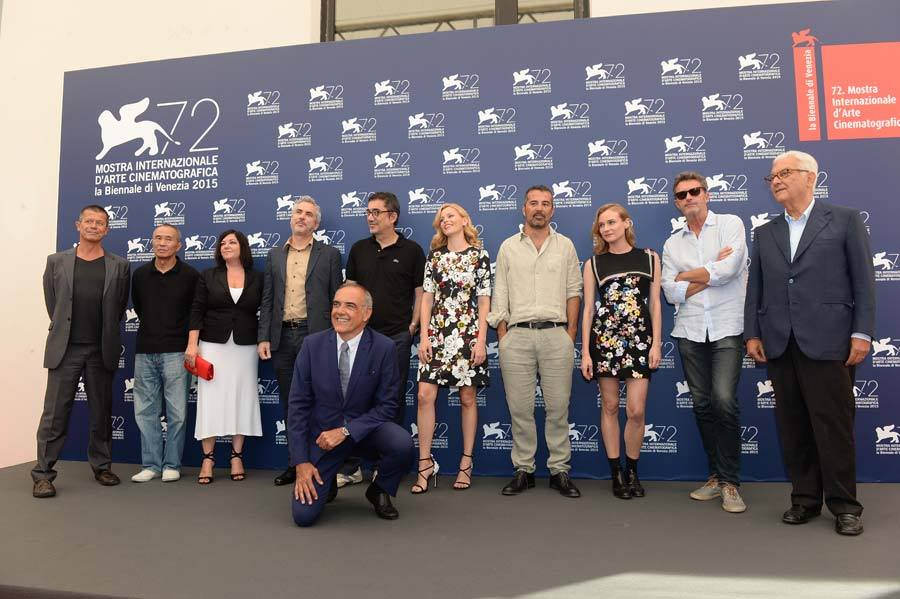
Jury konkursu głównego.

### Konkurs główny
- Alfonso Cuarón, meksykański reżyser − przewodniczący jury[6]
- Elizabeth Banks, amerykańska aktorka
- Emmanuel Carrère, francuski pisarz i scenarzysta
- Nuri Bilge Ceylan, turecki reżyser
- Hou Hsiao-Hsien, tajwański reżyser
- Diane Kruger, niemiecka aktorka
- Francesco Munzi, włoski reżyser
- Paweł Pawlikowski, polski reżyser
- Lynne Ramsay, brytyjska reżyserka

### Sekcja „Horyzonty”
- Jonathan Demme, amerykański reżyser − przewodniczący jury
- Anita Caprioli, włoska aktorka
- Fruit Chan, hongkoński reżyser
- Alix Delaporte, francuska reżyserka
- Paz Vega, hiszpańska aktorka

### Nagroda im. Luigiego De Laurentiisa
- Saverio Costanzo, włoski reżyser − przewodniczący jury
- Charles Burnett, amerykański reżyser
- Roger Garcia, hongkoński producent filmowy
- Natacha Laurent, francuska krytyczka filmowa
- Daniela Michel, założycielka MFF w Morelii

## Selekcja oficjalna

### Otwarcie i zamknięcie festiwalu
|             | Tytuł   | Reżyseria         | Kraj produkcji  |
| ----------- | ------- | ----------------- | --------------- |
| Otwierający | Everest | Baltasar Kormákur | Wielka Brytania |
| Zamykający  | Mr. Six | Hu Guan           | Chiny           |

### Konkurs główny
Następujące filmy zostały wyselekcjonowane do udziału w konkursie głównym o Złotego Lwa:
| Tytuł polski           | Tytuł oryginalny                      | Reżyseria                      | Kraj produkcji    |
| ---------------------- | ------------------------------------- | ------------------------------ | ----------------- |
| 11 minut               | 11 minut                              | Jerzy Skolimowski              | Polska            |
| Blokada                | Abluka                                | Emin Alper                     | Turcja            |
| Anomalisa              | Anomalisa                             | Charlie Kaufman i Duke Johnson | Stany Zjednoczone |
| Oczekiwanie            | L'attesa                              | Piero Messina                  | Włochy            |
| Beasts of No Nation    | Beasts of No Nation                   | Cary Joji Fukunaga             | Stany Zjednoczone |
| Behemot                | 悲兮魔兽 Bei xi mo shou               | Zhao Liang                     | Chiny             |
| Nienasyceni            | A Bigger Splash                       | Luca Guadagnino                | Włochy            |
| El Clan                | El Clan                               | Pablo Trapero                  | Argentyna         |
| Dziewczyna z portretu  | The Danish Girl                       | Tom Hooper                     | Wielka Brytania   |
| Z daleka               | Desde allá                            | Lorenzo Vigas                  | Wenezuela         |
| Rzeka bez końca        | The Endless River                     | Oliver Hermanus                | Południowa Afryka |
| Przebudzeni            | Equals                                | Drake Doremus                  | Stany Zjednoczone |
| Frankofonia            | Francofonia                           | Aleksandr Sokurow              | Francja           |
| Serce psa              | Heart of a Dog                        | Laurie Anderson                | Stany Zjednoczone |
| Subtelność             | L'hermine                             | Christian Vincent              | Francja           |
| Looking for Grace      | Looking for Grace                     | Sue Brooks                     | Australia         |
| Niesamowita Marguerite | Marguerite                            | Xavier Giannoli                | Francja           |
| Dla waszego dobra      | Per amor vostro                       | Giuseppe M. Gaudino            | Włochy            |
| Rabin - ostatni dzień  | רבין, היום האחרון Rabin, the Last Day | Amos Gitaj                     | Izrael            |
| Niepamięć              | Remember                              | Atom Egoyan                    | Kanada            |
| Krew z mojej krwi      | Sangue del mio sangue                 | Marco Bellocchio               | Włochy            |

### Pokazy pozakonkursowe
Następujące filmy zostały wyświetlone na festiwalu w ramach pokazów pozakonkursowych i specjalnych:

#### Filmy fabularne
| Tytuł polski            | Tytuł oryginalny        | Reżyseria         | Kraj produkcji    |
| ----------------------- | ----------------------- | ----------------- | ----------------- |
| Pakt z diabłem          | Black Mass              | Scott Cooper      | Stany Zjednoczone |
| La calle de la amargura | La calle de la amargura | Arturo Ripstein   | Meksyk            |
| Everest                 | Everest                 | Baltasar Kormákur | Wielka Brytania   |
| Blackway                | Go with Me              | Daniel Alfredson  | Stany Zjednoczone |
| Mr. Six                 | 老炮儿 Lao pao er       | Guan Hu           | Chiny             |
| Nie bądź złym           | Non essere cattivo      | Claudio Caligari  | Włochy            |
| Spotlight               | Spotlight               | Tom McCarthy      | Stany Zjednoczone |

#### Filmy dokumentalne
| Tytuł polski                  | Tytuł oryginalny                                                                      | Reżyseria                    | Kraj produkcji    |
| ----------------------------- | ------------------------------------------------------------------------------------- | ---------------------------- | ----------------- |
| De Palma                      | De Palma                                                                              | Noah Baumbach i Jake Paltrow | Stany Zjednoczone |
| Najmniejsza armia świata      | L'esercito più piccolo del mondo                                                      | Gianfranco Pannone           | Włochy            |
| Nieznani ludzie z tego miasta | Gli uomini di questa città io non li conosco                                          | Franco Maresco               | Włochy            |
| Człowiek                      | Human                                                                                 | Yann Arthus-Bertrand         | Francja           |
| Jackson Heights               | In Jackson Heights                                                                    | Frederick Wiseman            | Stany Zjednoczone |
| Janis                         | Janis: Little Girl Blue                                                               | Amy J. Berg                  | Stany Zjednoczone |
| Popołudnie                    | 那日下午 Na ri xia wu                                                                 | Tsai Ming-liang              | Tajwan            |
| Zmiana                        | Событие Sobytije                                                                      | Siergiej Łoznica             | Holandia          |
| Zima w ogniu                  | Зима у вогні: Боротьба України за свободу Winter on Fire: Ukraine's Fight for Freedom | Jewgienij Afiniejewski       | Ukraina           |

### Sekcja „Horyzonty”
Następujące filmy zostały wyświetlone na festiwalu w ramach sekcji „Horyzonty”:
| Tytuł polski          | Tytuł oryginalny                                   | Reżyseria               | Kraj produkcji    |
| --------------------- | -------------------------------------------------- | ----------------------- | ----------------- |
| Neonowy byk           | Boi Neon                                           | Gabriel Mascaro         | Brazylia          |
| Środa, 9 maja         | چهارشنبه ۱۹ اردیبهشت Chaharshanbeh, 19 Ordibehesht | Vahid Jalilvand         | Iran              |
| Dzieciństwo wodza     | The Childhood of a Leader                          | Brady Corbet            | Stany Zjednoczone |
| Zapis moich zmysłów   | A Copy of My Mind                                  | Joko Anwar              | Indonezja         |
| W istocie wolny       | Free in Deed                                       | Jake Mahaffy            | Stany Zjednoczone |
| Góra                  | ההר Ha'har                                         | Yaelle Kayam            | Izrael            |
| Zakłócenie            | Interruption                                       | Yorgos Zois             | Grecja            |
| Włoscy gangsterzy     | Italian Gangsters                                  | Renato De Maria         | Włochy            |
| Wojna                 | Krigen                                             | Tobias Lindholm         | Dania             |
| Czemuś mnie opuścił?  | למה עזבתני Lama Azavtani                           | Hadar Morag             | Izrael            |
| Madame Courage        | مدام كوراج Madame Courage                          | Merzak Allouache        | Algieria          |
| Zmowa                 | Man Down                                           | Dito Montiel            | Stany Zjednoczone |
| Zabij mnie, proszę    | Mate-Me Por Favor                                  | Anita Rocha da Silveira | Brazylia          |
| Potwór o tysiącu głów | Un monstruo de mil cabezas                         | Rodrigo Plá             | Meksyk            |
| Owczy pęd             | Pecore in erba                                     | Alberto Caviglia        | Włochy            |
| Tadż Mahal            | Taj Mahal                                          | Nicolas Saada           | Francja           |
| Tempête               | Tempête                                            | Samuel Collardey        | Francja           |
| Tharlo                | 塔洛 Tharlo                                        | Pema Tseden             | Chiny             |
| Przesłuchanie         | விசாரணை Visaaranai                                    | Vetrimaaran             | Indie             |

## Laureaci nagród

### Konkurs główny
Złoty Lew

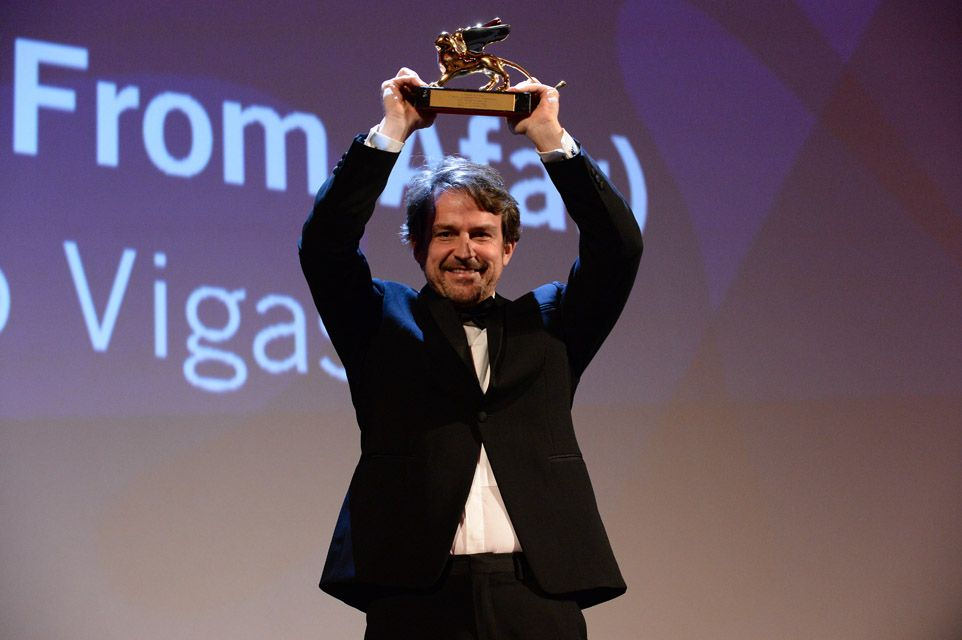
Lorenzo Vigas ze Złotym Lwem za film Z daleka.

- Z daleka, reż. Lorenzo Vigas

Wielka Nagroda Jury
- Anomalisa, reż. Charlie Kaufman i Duke Johnson

Srebrny Lew dla najlepszego reżysera
- Pablo Trapero − El Clan

Nagroda Specjalna Jury
- Blokada, reż. Emin Alper

Puchar Volpiego dla najlepszej aktorki
- Valeria Golino − Dla waszego dobra

Puchar Volpiego dla najlepszego aktora
- Fabrice Luchini − Subtelność

Złota Osella za najlepszy scenariusz
- Christian Vincent − Subtelność

Nagroda im. Marcello Mastroianniego dla początkującego aktora lub aktorki
- Abraham Attah − Beasts of No Nation

### Sekcja „Horyzonty”
Nagroda Główna
- W istocie wolny, reż. Jake Mahaffy

Nagroda Specjalna Jury
- Neonowy byk, reż. Gabriel Mascaro

Nagroda za najlepszą reżyserię
- Brady Corbet − Dzieciństwo wodza

Nagroda Specjalna za najlepszą kreację aktorską
- Dominique Leborne − Tempête

Nagroda za najlepszy film krótkometrażowy
- Belladonna, reż. Dubravka Turić

### Wybrane pozostałe nagrody
Nagroda im. Luigiego De Laurentiisa za najlepszy debiut reżyserski
- Dzieciństwo wodza, reż. Brady Corbet

Nagroda Publiczności w sekcji "Międzynarodowy Tydzień Krytyki"
- Tanna, reż. Martin Butler i Bentley Dean

Nagroda Główna  w sekcji "Venice Days"
- Wczesna zima, reż. Michael Rowe

Nagroda Label Europa Cinemas dla najlepszego filmu europejskiego
- Z otwartymi oczami, reż. Leyla Bouzid

Nagroda sekcji "Venice Classics" za najlepiej odrestaurowany film
- Salò, czyli 120 dni Sodomy, reż. Pier Paolo Pasolini

Nagroda sekcji "Venice Classics" za najlepszy film dokumentalny o tematyce filmowej
- 1000 oczu dr. Maddina, reż. Yves Montmayeur

Nagroda FIPRESCI
- Konkurs główny:  Krew z mojej krwi, reż. Marco Bellocchio
- Sekcje paralelne:  Środa, 9 maja, reż. Vahid Jalilvand
  - Wyróżnienie:  Dzieciństwo wodza, reż. Brady Corbet

Nagroda im. Francesco Pasinettiego (SNGCI - Narodowego Stowarzyszenia Włoskich Krytyków Filmowych)
- Najlepszy włoski film:  Nie bądź złym, reż. Claudio Caligari
- Najlepszy włoski aktor:  Luca Marinelli − Nie bądź złym
- Najlepsza włoska aktorka:  Valeria Golino − Dla waszego dobra

Nagroda SIGNIS (Międzynarodowej Organizacji Mediów Katolickich)
- Behemot, reż. Zhao Liang
  - Wyróżnienie Specjalne:  Oczekiwanie, reż. Piero Messina

Queerowy Lew dla najlepszego filmu o tematyce LGBT
- Dziewczyna z portretu, reż. Tom Hooper
  - Wyróżnienie Specjalne:  Baby Bump, reż. Kuba Czekaj

Nagroda UNESCO
- Beasts of No Nation, reż. Cary Joji Fukunaga

Honorowy Złoty Lew za całokształt twórczości
- Bertrand Tavernier